# Темъц
Темъц или Темско (на сръбски: Темац) е средновековна крепост, намираща се в Източна Сърбия, недалеч от село Темска, отстоящо на 15 км северно от Пирот, по пътя от него за Гургусовец.

## География
Крепостта Темъц се намира в Стара планина на десния бряг  на река Темщица (наричана и Темска река), на естествено защитен от опасващ го от три страни меандър полуостров, който е свързан със сушата с по-малко 40 м широк къс провлак. Разположена е на осигуряващо широк обзор скално купенообразно възвишение, стръмно извисяващо се на 60 м над реката. , непосредствено от южната страна над днес недействащата водно-електическа централа „Темац“. Отстои на 4,8 км североизточно по пътя по долината на реката от днешното село Темска и е на 3,1 км от Темския манастир.

## История
Темско е вероятно последната българска крепост превзета от турците. Това става за пръв път чак в ХV век в 1408 г., според други изследователи – в 1409 г.
Впоследствие при Темско стават многократни кръвопролития и разорения от османците при турските походи през западните български земи към Белград, включително и в ХVII век при потушаването на Чипровското въстание в 1688 г. от румелийския бейлербей Осман Йеген паша което е записано в графитите на църквата в Темския манастир .
Тежки битки се водят при крепостта и в самия край на ХVII век в 1692 г. по време на Австро-турската война 1683 – 1699 г. когато, както свидетелства графита на поп Любен пак на църквата в близкия Темски манастир, много християнска кръв се проляла в Темско и хората тежко страдали от глад и от маджарите, а град Темъц и заедно с него манастира са опустошени от унгарците.

## Съвременно състояние и перспективи
Останките от крепостта запазени във височина на стените на места до около 1,5 м над терена са обрасли с растителност и увенчават хълма там.  Панорамата от откритите части на хълма към околните алпийски скали и надалеч в долината и околните старопланински върхове е впечатляваща. Специално устроената зона за излети на широките поляни край планинската река Темска на водоема при недействащата днес превърната в паметник на техниката водно-електическа централа „Темац“  създава добри условия за посетителите. Каньонът на Темщица е известен като старопланинското Колорадо .

## Топографска карта
- Лист от карта K-34-34. Мащаб: 1 : 100 000.